# Valea Loznei
Valea Loznei – wieś w Rumunii, w okręgu Sălaj, w gminie Lozna. W 2011 roku liczyła 215 mieszkańców.